# Bisdom Kohima
Het bisdom Kohima (Latijn: Dioecesis Kohimaensis) is een rooms-katholiek bisdom met als zetel Kohima, in India. Het bisdom is suffragaan aan het aartsbisdom Imphal. 

## Geschiedenis
Het bisdom werd opgericht op 29 januari 1973, als het bisdom Kohima-Imphal, uit delen van het bisdom Dibrugarh, en was suffragaan aan het aartsbisdom Shillong-Gauhati. Op 28 maart 1980 werd het hernoemd naar bisdom Kohima en werd Imphal een eigen bisdom. Op 10 juli 1995 veranderde het van kerkprovincie en werd suffragaan aan het nieuw verheven aartsbisdom Imphal. 

## Parochies
Het bisdom had in 2021 een oppervlakte van 16.579 km2 en telde 2.478.000 inwoners waarvan 2,5% rooms-katholiek was.

## Bisschoppen
- Abraham Alangimattathil (29 januari 1973 - 11 juli 1996)
- Jose Mukala (24 oktober 1997 - 30 oktober 2009)
- James Thoppil (16 juni 2011 - heden)

Imphal (aartsbisdom) · Kohima